# Ocneria detrita
Ocneria detrita — вид лускокрилих комах з родини еребід (Erebidae).

## Поширення
Вид поширений у Західній, Центральній, Південно-Східній та Східній Європі.

## Опис
Розмах крил 30–34 мм. Дорослі самці мають коричнево-сірі крила з темними плямами. Самиці схожі за кольором, але не мають жодних відмітин.
Гусениці мають темне, синьо-сіре, майже чорне основне забарвлення і білу лінію спини. На 9-му і 10-му сегментах зверху розташовані червоні волосисті бородавки. Трохи збоку розташовані чорно-сірі волохаті бородавки, а нижче бородавки помаранчево-червоні. Над псевдоніжками є сірі бородавки. Дихальця чорні, а черевні ніжки червонувато-сірі.

## Спосіб життя
Метелики літають в одному поколінні з початку червня до кінця вересня і зимують у вигляді напіврозрослих гусениць. Гусениці харчуються майже виключно листям дуба (Quercus), тому вид зустрічається переважно в дубових лісах.